# Barrage du Ghrib
Barrage du Ghrib är en dammbyggnad i Algeriet.   Den ligger i provinsen Aïn Defla, i den norra delen av landet, 80 km sydväst om huvudstaden Alger. Barrage du Ghrib ligger 422 meter över havet.
Terrängen runt Barrage du Ghrib är huvudsakligen kuperad, men åt sydost är den platt. Barrage du Ghrib ligger nere i en dal.Runt Barrage du Ghrib är det ganska tätbefolkat, med 155 invånare per kvadratkilometer. Omgivningarna runt Barrage du Ghrib är i huvudsak ett öppet busklandskap.